# فرودگاه سچلت
فرودگاه سچلت (به انگلیسی: Sechelt Aerodrome) یک فرودگاه همگانی با کد یاتا YHS است که یک باند فرود آسفالت دارد و طول باند آن ۷۳۲ متر است. این فرودگاه در کشور کانادا قرار دارد و در ارتفاع ۷۶ متری از سطح دریا واقع شده است.